# Canottaggio ai I Giochi olimpici giovanili estivi
Le gare di canottaggio ai I Giochi olimpici giovanili estivi si sono svolte dal 15 al 18 agosto 2010 al Marina Reservoir di Singapore. Sono state assegnate medaglie nel singolo e nel doppio sia maschile che femminile.

## Programma
Gli orari sono (UTC+8)
| Data      | Orario      | Evento            | Turno          |
| --------- | ----------- | ----------------- | -------------- |
| 15 agosto | 10:00-10:45 | Singolo femminile | Batteria       |
| 15 agosto | 10:45-11:30 | Singolo maschile  | Batteria       |
| 15 agosto | 11:30-12:00 | Doppio femminile  | Batteria       |
| 15 agosto | 12:00-12:20 | Doppio maschile   | Batteria       |
| 16 agosto | 10:30-11:15 | Singolo femminile | Ripescaggi     |
| 16 agosto | 11:15-11:55 | Singolo maschile  | Ripescaggi     |
| 16 agosto | 11:55-12:05 | Doppio femminile  | Ripescaggi     |
| 16 agosto | 11:55-12:15 | Doppio maschile   | Ripescaggi     |
| 17 agosto | 10:00-10:20 | Singolo femminile | Semifinali C/D |
| 17 agosto | 10:20-10:45 | Singolo maschile  | Semifinali C/D |
| 17 agosto | 10:45-11:05 | Singolo femminile | Semifinali A/B |
| 17 agosto | 11:05-11:25 | Singolo maschile  | Semifinali A/B |
| 17 agosto | 11:25-11:45 | Doppio femminile  | Semifinali A/B |
| 17 agosto | 11:45-12:05 | Doppio maschile   | Semifinali A/B |

| Data        | Orario            | Evento   | Turno |
| ----------- | ----------------- | -------- | ----- |
| 18 agosto   |                   |          |       |
| 10:00-10:10 | Singolo femminile | Finale D |       |
| 10:10-10:20 | Singolo maschile  | Finale D |       |
| 10:20-10:30 | Singolo femminile | Finale C |       |
| 10:30-10:40 | Singolo maschile  | Finale C |       |
| 10:40-10:50 | Singolo femminile | Finale B |       |
| 10:50-11:00 | Singolo maschile  | Finale B |       |
| 11:00-11:10 | Doppio femminile  | Finale B |       |
| 11:10-11:20 | Doppio maschile   | Finale B |       |
| 11:30-11:40 | Singolo femminile | Finale A |       |
| 11:40-11:50 | Singolo maschile  | Finale A |       |
| 11:50-12:00 | Doppio femminile  | Finale A |       |
| 12:00-12:10 | Doppio maschile   | Finale A |       |

## Podi
| Evento    | Oro                                               | Perform. | Argento                                         | Perform. | Bronzo                                 | Perform. |
| Maschili  |                                                   |          |                                                 |          |                                        |          |
| Singolo   | Rolandas Maščinskas                               | 3:13.82  | Felix Bach                                      | 3:16.23  | Ioan Prundeanu                         | 3:19.11  |
| Doppio    | Slovenia Jure Grace Grega Domanjko                | 3:05.65  | Grecia Michalis Nastopoulos Apostolos Lampridis | 3:06.85  | Australia Matthew Cochran David Watts  | 3:07.52  |
| Femminili |                                                   |          |                                                 |          |                                        |          |
| Singolo   | Judith Sievers                                    | 3:44.21  | Natalia Kovalova                                | 3:44.63  | Noemie Kober                           | 3:44.80  |
| Doppio    | Gran Bretagna Georgia Howard-Merill Fiona Gammond | 3:28.60  | Australia Emma Basher Olympia Aldersey          | 3:29.34  | Grecia Eleni Diamanti Lydia Ntalamagka | 3:29.37  |

## Medagliere
| Posizione | Paese       |   |   |   | Totale |
| --------- | ----------- | - | - | - | ------ |
| 1         | Germania    | 1 | 1 | 0 | 2      |
| 2         | Regno Unito | 1 | 0 | 0 | 1      |
| 2         | Lituania    | 1 | 0 | 0 | 1      |
| 2         | Slovenia    | 1 | 0 | 0 | 1      |
| 5         | Australia   | 0 | 1 | 1 | 2      |
| 5         | Grecia      | 0 | 1 | 1 | 2      |
| 7         | Ucraina     | 0 | 1 | 0 | 1      |
| 8         | Francia     | 0 | 0 | 1 | 1      |
| 8         | Romania     | 0 | 0 | 1 | 1      |
| Totale    | Totale      | 4 | 4 | 4 | 12     |